# Puchar Turcji w piłce siatkowej mężczyzn (2017)
Puchar Turcji w piłce siatkowej mężczyzn 2017 (tur. Erkekler Kupa Voley 2017) – 24. sezon rozgrywek o siatkarski Puchar Turcji. Zainaugurowany został 9 grudnia 2017 roku.
Rozgrywki składały się z rundy kwalifikacyjnej oraz turnieju finałowego, w ramach którego rozegrano ćwierćfinały, półfinały i finał. W zmaganiach o Puchar Turcji brały udział kluby z Efeler Ligi.
W rundzie kwalifikacyjnej brały udział drużyny, które po 11. kolejce Efeler Ligi zajmowały miejsca 5-12. Miejsce w turnieju finałowym zagwarantowane miały zespoły, które po 11. kolejce zajmowały miejsca 1-4. W rundzie kwalifikacyjnej rywalizacja toczyła się w formie dwumeczów.
Turniej finałowy odbył się w dniach 15-17 grudnia 2017 roku w 11 Nisan Spor Salonu w mieście Şanlıurfa.
Po raz siódmy Puchar Turcji zdobył Halkbank, który w finale pokonał Maliye Piyango.

## Drużyny uczestniczące
| Efeler Ligi 12 drużyn                    | Efeler Ligi 12 drużyn |
| ---------------------------------------- | --------------------- |
| Arkas Spor Izmir                         | ćwierćfinał           |
| Afyon Belediye Yüntaş                    | 1. runda              |
| Beşiktaş                                 | 1. runda              |
| Fenerbahçe                               | ćwierćfinał           |
| Galatasaray HDI Sigorta                  | ćwierćfinał           |
| Halkbank                                 | zwycięstwo            |
| İnegöl Belediyesi                        | półfinał              |
| İstanbul Büyükşehir Belediyesi           | półfinał              |
| Jeopark Kula Belediyespor                | 1. runda              |
| Maliye Piyango                           | finał                 |
| TKD Kuzey Enerji Gümüşhane Torul Gençlik | 1. runda              |
| Ziraat Bankası                           | ćwierćfinał           |

## Rozgrywki

### 1. runda
| Data       | Drużyna 1                                |     | Drużyna 2               | Sety                                | Widzów |
| ---------- | ---------------------------------------- | --- | ----------------------- | ----------------------------------- | ------ |
| 09.12.2017 | İnegöl Belediyesi                        | 3:2 | Afyon Belediye Yüntaş   | (20:25, 25:20, 25:21, 22:25, 15:11) | 300    |
| 12.12.2017 | İnegöl Belediyesi                        | 3:0 | Afyon Belediye Yüntaş   | (26:24, 25:20, 25:20)               | 900    |
| 09.12.2017 | Jeopark Kula Belediyespor                | 0:3 | Maliye Piyango          | (23:25, 20:25, 23:25)               | 500    |
| 12.12.2017 | Jeopark Kula Belediyespor                | 0:3 | Maliye Piyango          | (30:32, 20:25, 24:26)               | 120    |
| 09.12.2017 | TKD Kuzey Enerji Gümüşhane Torul Gençlik | 0:3 | Fenerbahçe              | (12:25, 11:25, 17:25)               | 63     |
| 10.12.2017 | TKD Kuzey Enerji Gümüşhane Torul Gençlik | 0:3 | Fenerbahçe              | (15:25, 17:25, 33:35)               | 76     |
| 09.12.2017 | Beşiktaş                                 | 0:3 | Galatasaray HDI Sigorta | (19:25, 15:25, 17:25)               | 80     |
| 12.12.2017 | Beşiktaş                                 | 0:3 | Galatasaray HDI Sigorta | (16:25, 20:25, 20:25)               | 80     |

### Ćwierćfinały
| Data       | Drużyna 1                      |     | Drużyna 2               | Sety                         | Widzów |
| ---------- | ------------------------------ | --- | ----------------------- | ---------------------------- | ------ |
| 15.12.2017 | Ziraat Bankası                 | 1:3 | İnegöl Belediyesi       | (25:16, 22:25, 22:25, 21:25) | 1000   |
| 15.12.2017 | Arkas Spor Izmir               | 1:3 | Maliye Piyango          | (25:19, 22:25, 18:25, 19:25) | 1000   |
| 15.12.2017 | İstanbul Büyükşehir Belediyesi | 3:0 | Fenerbahçe              | (33:31, 25:21, 25:19)        | 1000   |
| 15.12.2017 | Halkbank                       | 3:0 | Galatasaray HDI Sigorta | (25:19, 25:20, 25:21)        | 2000   |

### Półfinały
| Data       | Drużyna 1                      |     | Drużyna 2      | Sety                  | Widzów |
| ---------- | ------------------------------ | --- | -------------- | --------------------- | ------ |
| 16.12.2017 | İnegöl Belediyesi              | 0:3 | Maliye Piyango | (21:25, 21:25, 24:26) | 500    |
| 16.12.2017 | İstanbul Büyükşehir Belediyesi | 0:3 | Halkbank       | (18:25, 22:25, 19:25) | 1000   |

### Finał
| Data       | Drużyna 1      |     | Drużyna 2 | Sety                                | Widzów |
| ---------- | -------------- | --- | --------- | ----------------------------------- | ------ |
| 17.12.2017 | Maliye Piyango | 2:3 | Halkbank  | (25:23, 22:25, 16:25, 25:21, 11:15) | 3000   |